# Ectoedemia andalusiae
Ectoedemia andalusiae là một loài bướm đêm thuộc họ Nepticulidae. Nó được tìm thấy ở bán đảo Iberia, cũng như in Pháp.
Sải cánh dài 5.4-6.9 mm. Con trưởng thành bay vào tháng 6, tháng 7 và tháng 9.
Ấu trùng ăn Quercus coccifera. Chúng ăn lá nơi chúng làm tổ. 

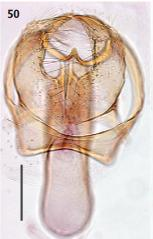
Male genitalia
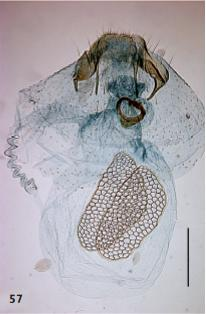
Female genitalia
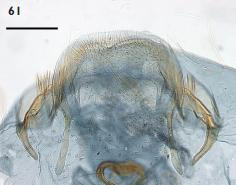
Female terminal abdominal segment